# Каракулька (Челябинская область)
Каракулька — посёлок в Троицком районе Челябинской области России. Относится к Песчанскому сельскому поселению.

## География
Расположен в восточной части района, на берегу озера Каракуль (отсюда название). Рельеф — равнина (Западно-Сибирская равнина); ближайшие высоты — 203 и 206 м. Ландшафт — лесостепь. Местность вокруг посёлка изобилует мелководными озёрами, болотами. К востоку тянутся перелески, у северной окраины находится большой лесной массив.

## История
Посёлок вырос на месте заимки, построенной в середине XIX века, около озера Каракуль. По данным статистики, в 1889 году на заимке насчитывалось 10 дворов, в 1926 — 30. В советский период на территории поселка размещалось 6-е отделение совхоза «Ключевский», затем его 2-е отделение, с 1992 — отделение СХПП «Ключевское».

## Население
| 2002 | 2010 |
| ---- | ---- |
| 402  | ↘342 |

(в 1889 — 59, в 1926 — 165, в 1925 — 109, в 1928 — 165, в 1971 — 536, в 1979 — 377, в 1983 — 343, в 1995 — 396).

## Улицы

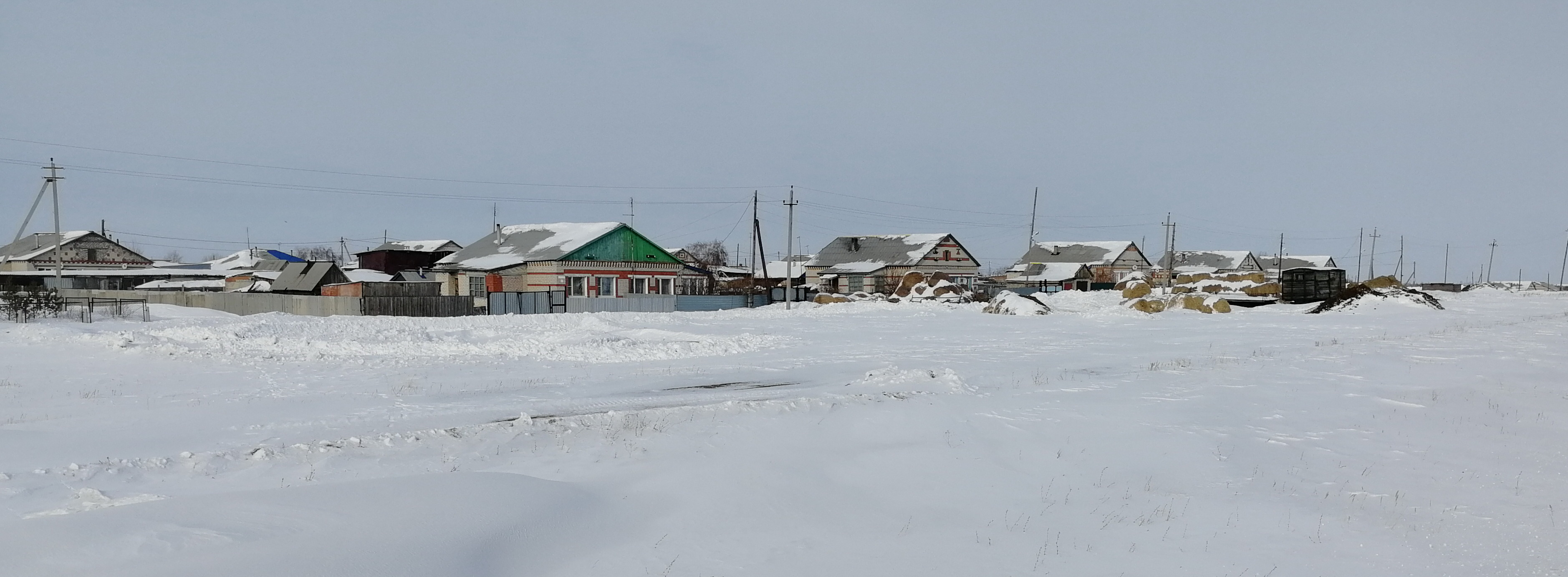
Улица в посёлке Каракулька

- Дорожная
- Молодёжная
- Озёрная
- Центральная